# San Miguel de Viso
San Miguel de Viso es una localidad peruana ubicada en la región Lima, provincia de Huarochiri, distrito de San Mateo. Se encuentra a una altitud de  m s. n. m. Tiene una población de 159 habitantes en 1993.
El pueblo de San Miguel de Viso fue declarado monumento histórico del Perú el 3 de junio de 1991 mediante el R.J.N° 782-91-INC/J.

## Clima
| Parámetros climáticos promedio de San Miguel de Viso | Parámetros climáticos promedio de San Miguel de Viso | Parámetros climáticos promedio de San Miguel de Viso | Parámetros climáticos promedio de San Miguel de Viso | Parámetros climáticos promedio de San Miguel de Viso | Parámetros climáticos promedio de San Miguel de Viso | Parámetros climáticos promedio de San Miguel de Viso | Parámetros climáticos promedio de San Miguel de Viso | Parámetros climáticos promedio de San Miguel de Viso | Parámetros climáticos promedio de San Miguel de Viso | Parámetros climáticos promedio de San Miguel de Viso | Parámetros climáticos promedio de San Miguel de Viso | Parámetros climáticos promedio de San Miguel de Viso | Parámetros climáticos promedio de San Miguel de Viso |
| Mes                                                  | Ene.                                                 | Feb.                                                 | Mar.                                                 | Abr.                                                 | May.                                                 | Jun.                                                 | Jul.                                                 | Ago.                                                 | Sep.                                                 | Oct.                                                 | Nov.                                                 | Dic.                                                 | Anual                                                |
| ---------------------------------------------------- | ---------------------------------------------------- | ---------------------------------------------------- | ---------------------------------------------------- | ---------------------------------------------------- | ---------------------------------------------------- | ---------------------------------------------------- | ---------------------------------------------------- | ---------------------------------------------------- | ---------------------------------------------------- | ---------------------------------------------------- | ---------------------------------------------------- | ---------------------------------------------------- | ---------------------------------------------------- |
| Fuente: Accuweather                                  |                                                      |                                                      |                                                      |                                                      |                                                      |                                                      |                                                      |                                                      |                                                      |                                                      |                                                      |                                                      |                                                      |